# Eduard Daher
Eduard Georges Daher BC (* 23. April 1973 in Quaa, Libanon) ist melkitisch griechisch-katholischer Erzbischof von Tripoli.

## Leben
Daher trat der Ordensgemeinschaft der Basilianer vom hl. Johannes dem Täufer bei und legte am 28. August 1994 die ewige Profess ab. Daher empfing am 8. Mai 1999 das Sakrament der Priesterweihe.
Die Bischofssynode der melkitisch griechisch-katholischen Bischöfe wählte ihn zum Erzbischof von Tripoli. Papst Franziskus stimmte seiner Wahl zum Erzbischof von Tripoli am 9. Juli 2013 zu. Der melkitisch griechisch-katholische Patriarch von Antiochien, Gregor III. Laham BS, spendete ihm am 7. September desselben Jahres die Bischofsweihe; Mitkonsekratoren waren der Erzbischof von Zahlé und Furzol, Issam John Darwich BS, und der Erzbischof von Homs, Abdo Arbach BC.